# Zes suites voor onbegeleide cello (J.S. Bach)
De Zes suites voor onbegeleide cello, BWV 1007 t/m 1012, zijn zes verwante en gelijkaardig gestructureerde instrumentale muziekstukken van de hand van de Duitse componist Johann Sebastian Bach. Zij worden gerekend tot de grootste werken ooit geschreven voor de cello.

## Geschiedenis
Naar alle waarschijnlijkheid zijn ze geschreven in de periode 1717-1723, toen Bach diende als Kapellmeister voor de muziekminnende Leopold van Anhalt-Köthen. De stukken zouden aan het hof zijn uitgevoerd door Christian Ferdinand Abel, een muzikant die verscheidene instrumenten bespeelde, waaronder de viool, de viola da gamba en uiteraard de cello. De situatie aan het hof van Leopold van Anhalt-Köthen bood Bach een ideale kans om instrumentale, niet-functionele muziek te schrijven. Naast de zes cellosuites bracht deze periode ook andere grootse werken van Bach zoals de Brandenburgse Concerten en Das wohltemperierte Klavier.
Bij het schrijven van de zes cellosuites lijkt het of Bach zich verplicht heeft om voor de monofone cello een polyfoon stuk te schrijven. Men spreekt in dat verband van imaginaire polyfonie, die tot stand komt door akkoorden en arpeggio's, en door gebruik te maken van een onder- en een bovenstem die na elkaar worden gespeeld. De suites worden gekenmerkt door een grote variëteit aan speeltechnieken, een grote emotionele lading en interactie tussen de stemmen. De intimiteit van de stukken heeft ertoe geleid dat de suites tot de geliefde werken van Bach worden gerekend. Vele vooraanstaande cellisten voeren het werk uit en velen hebben er ook een opname van gemaakt. Er staan vrijwel geen spelaanwijzingen in de muziek, dus is de wijze van uitvoeren sterk afhankelijk van de interpretatie van de artiest. Een objectief oordeel hierover is niet mogelijk.
Een exacte chronologische volgorde van de zes cellosuites kan niet worden vastgesteld. Dit betreft zowel de volgorde waarin de suites door Bach zijn gecomponeerd, als de vraag of ze vóór of na de sonates en partitas voor onbegeleide viool, BWV 1001–1006, zijn geschreven. Over het algemeen denken de deskundigen op grond van een analyse van de stijl van de werken dat de cellosuites vóór de vioolsonates en -partita's zijn geschreven.
Door János Starker en Dimitry Markevitch is beweerd dat de stukken eerst voor een ander instrument kunnen zijn geschreven en later voor de cello zijn getranscribeerd. Het feit dat Bach zelf een versie voor luit maakte van de vijfde suite zou een aanwijzing zijn voor die suggestie.

### Manuscripten
De oorspronkelijke autograaf van de suites van Bach is na zijn dood verloren gegaan. De muziek is te danken aan het kopieerwerk van Bachs tweede vrouw, Anna Magdalena en analyses van deskundigen, die een bijna authentieke reconstructie hebben opgeleverd. Toch blijven de verbindingsbogen over de noten en andere versieringen omstreden, waardoor er vele interpretaties bestaan.
Drie manuscripten zijn bewaard gebleven:

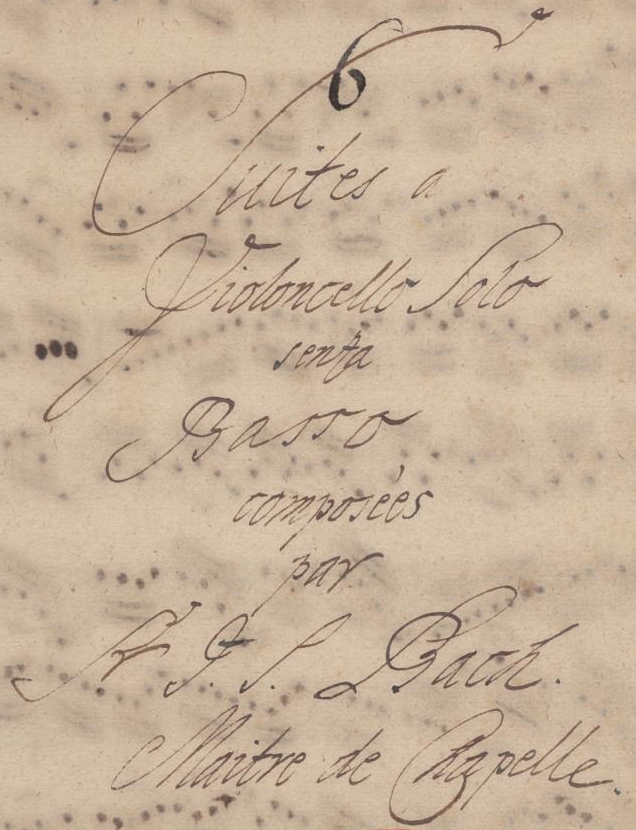
Voorkant van het manuscript van Anna Magdalena Bach

- Een manuscript van de hand van Anna Magdalena Bach, zijn tweede vrouw. Het bevindt zich in de Staatsbibliothek zu Berlin.

Op de voorkant van het manuscript valt te lezen:
(Zes Suiten Voor Violoncello Solo zonder Bas gecomponeerd door de heer J.S. Bach, Kapelmeester)
- Een manuscript uit de bibliotheek van Johann Christoph Westphal, een organist, drukker en handelaar in bladmuziek uit Hamburg. De kopiisten (2) zijn onbekend, en de kopie dateert uit de twee de helft van de 18e eeuw. Op de voorkant van dit manuscript valt te lezen:

(Suiten en Preluden voor de Violoncello van Joh. Seb. Bach)
- Een kopie van Johann Peter Kellner, een vriend en leerling van Bach die later Kapellmeister te Grafenrode in Thüringen was.

De twee manuscripten van de leerlingen werden in de jaren vijftig van de twintigste eeuw gevonden na zoekwerk van de cellist Dimitry Markevitch. De manuscripten wijken iets af van het manuscript van Anna Magdalena in versieringen van de noten.

## De suites
Alle zes suites zijn weer opgebouwd uit zes verschillende delen.
1. Prelude
2. Allemande
3. Courante
4. Sarabande
5. Galanterieën ( Menuetten voor suites 1 en 2, Bourrées voor suites 3 en 4, Gavottes voor 5 en 6)
6. Gigue

Deskundigen zijn van mening dat Bach de werken had bedoeld en ontworpen als een systematische cyclus en niet als losstaande werken. Bach heeft de werken dan ook van een duidelijke structuur voorzien. In vergelijking met Bachs andere suiteverzamelingen zijn de cellosuites het consequentst wanneer men kijkt naar opeenvolging van de delen. Om ze tot een symmetrisch geheel te vormen, en daarmee verder te gaan dan de traditionele muziekvormen, stopte Bach bij elke suite twee galanterieën tussen de Sarabande en Gigue. De Sarabande vormt telkens het emotionele middelpunt van de suites en kan als de wig van de suite worden gezien. De suites klimmen bovendien in moeilijkheidsgraad en emotionele rijkdom.

#### Suite No. 1 inG majeur,BWV1007
De Prelude, die vooral bestaat uit arpeggioakkoorden, is waarschijnlijk het bekendste deel van de zes suites. De prelude is vaak gebruikt in televisie en film, zoals in Master and Commander uit 2003.
Het tweede menuet is een van de twee delen in de zes suites waarin geen hele akkoorden voorkomen, wel zijn er gebroken akkoorden aanwezig in het stuk.

#### Suite No. 2 ind mineur, BWV 1008
De Prelude van de tweede suite bestaat uit twee delen. Het eerste deel bevat een sterk terugkerend thema dat meteen aan het begin wordt geïntroduceerd. Het tweede deel is een cadenzabeweging, die naar de finale leidt in de vorm van krachtige akkoorden. De aansluitende Allemande bevat korte cadenza's die van de anders zo strenge dansvorm afwijken. De Sarabande van de tweede wijkt in enkele maten af van de andere Sarabandes. Normaliter ligt het accent in een Sarabande op de tweede tel, maar in sommige maten is dit niet het geval, daar het accent dan midden in een gepunteerde kwartnoot zou vallen.

#### Suite No. 3 inC majeur, BWV 1009
De Prelude van de derde suite bestaat uit een A-B-A-C vorm, met A als een kleine beweging die uiteindelijk oplost in een energiek arpeggiostuk. In deel B wordt voor het eerst in de zes cellosuites de duimpositie toegepast om de veeleisende akkoorden te kunnen spelen. Dan wordt er weer teruggekeerd naar het A-thema, en het einde is een krachtige en verrassende beweging van akkoorden.
De Allemande is het enige deel van de zes waar een bovenmaat wordt toegevoegd in de vorm van drie-zestiende noten in plaats van een-zestiende noot zoals in de standaard vorm.
De tweede Bourrée wordt vaak in d mineur genoteerd, hoewel hij eigenlijk in c mineur staat. Dit komt door het veelvuldig voorkomen van de noot A in de Bourrée.

#### Suite No. 4 inEs majeur, BWV 1010
De vierde suite is een van de technisch veeleisendste van de zes, aangezien Es majeur een ongemakkelijke toonsoort is om te spelen op de cello. Het stuk vereist dan ook erg veel gestrekte linkerhandposities. De Prelude bestaat vooral uit een moeilijke golvende beweging in achtste noten, die ruimte laat voor een cadenza voor de terugkeer naar het oorspronkelijke thema. In de lieflijke Sarabande valt de nadruk op de tweede tel - het hoofdkenmerk van deze dans in driekwartsmaat - nauwelijks op, aangezien op bijna elke eerste tel een akkoord wordt gespeeld, en op de tweede tel niet.

#### Suite No. 5 inc mineur, BWV 1011
In het manuscript van Anna Magdalena Bach staat voor de Prelude van de vijfde suite "Discordable" oftewel het is een scordatura: de hoogste cellosnaar, normaal gestemd op A, moet een hele toon lager worden gestemd naar G. Tegenwoordig wordt bijna in elke uitgave van de suites naast in de oorspronkelijke stemming een versie gevoegd voor de normale stemming, dus in C-G-D-A. Bij het spelen in gewone stemming moeten sommige akkoorden vereenvoudigd worden, maar anderzijds worden sommige melodieën makkelijker te spelen.
De Prelude is geschreven in een A-B-vorm, en begint met een langzaam, emotioneel deel dat zich in de lage tonen van de cello ophoudt. Daarna komt een snelle en technisch heel moeilijke eenregelige fuga die overgaat in het krachtige slot.
De vijfde suite staat vooral bekend om de innige Sarabande, het tweede stuk van alle zes suites waar geen enkel heel akkoord in voorkomt, maar wel weer een gebroken akkoord. De vijfde suite is ook vooral zo bijzonder door haar Gigue in de Franse stijl, in tegenstelling tot de Italiaanse stijl die in de andere vijf suites wordt gebruikt.
De Koninklijke Bibliotheek van België te Brussel bezit een autograaf van Bach met een bewerking van deze suite voor luit (de vijfde suite voor luit, BWV 995, gecomponeerd te Leipzig vermoedelijk tussen 1727 en 1731) en opgedragen aan een zekere Monsieur Schouster.

#### Suite No. 6 inD majeur, BWV 1012
De zesde suite is voor een vijfsnarig instrument geschreven, waarschijnlijk voor de violoncello piccolo, minder waarschijnlijk voor de viola pomposa of de viola da spalla, omdat op het titelblad van Anna Magdalena's manuscript staat: de suites geschreven voor de violoncello. Met voor deze suite de aanwijzing "A cinq cordes" oftewel 'op vijf snaren', met in noten de notering van de te gebruiken vijf snaren: C-G-D-A-E. In de andere bronnen ontbreekt deze laatste vermelding.
Cellisten die de suite willen spelen op de “moderne” viersnarige cello stuiten op grote moeilijkheden wegens de hoge (duim)posities voor de hoge noten. Toch zijn de meeste opnames van de suite die vandaag de dag te verkrijgen zijn, gespeeld op de viersnarige cello.
De zesde suite is in een veel vrijere vorm geschreven dan de andere vijf. De suite bevat bijvoorbeeld meer versierende en reciterende loopjes en virtuoze passages. Het is de enige suite die hoofdzakelijk is geschreven in de tenorsleutel. Bij de andere suites is dit niet nodig, aangezien er in deze suites niet hoger hoeft te worden gespeeld dan G4.

## Verspreiding
De suites waren voor 1900 nog niet erg bekend en ze werden tot die tijd nog voor etudes aangezien. Er zijn zelfs pogingen gedaan om er een pianobegeleiding bij te schrijven, onder meer door Robert Schumann. Mendelssohn bracht de muziek van Bach weer onder de aandacht, maar Bach bleef toch nog vrij onbekend. De cellist Pablo Casals wordt gezien als degene die de suites echt bekend heeft gemaakt. Casals vond in het jaar 1890 een editie van Grützmacher in een tweedehands muziekwinkeltje in Barcelona. Casals begon met het studeren en opvoeren van de werken. Het duurde nog 35 jaar voordat Casals de stukken opnam, waarna de bekendheid van de stukken tot ongekende hoogten steeg.

## Bijzondere vertolkers
De cellisten Pablo Casals (1876-1973), Pierre Fournier (1906-1986), André Navarra (1911-1988), Paul Tortelier (1914-1990), János Starker (1924-2013), Mstislav Rostropovitsj (1927-2007), Anner Bijlsma (1934-2019), Jacqueline du Pré (1945-1987), Jaap ter Linden (°1947), Mischa Maisky (°1948), Heinrich Schiff (1951-2016), Yo-Yo Ma (°1955), Roel Dieltiens (°1957), Lucia Swarts (°1959) en Pieter Wispelwey (°1962) staan bekend om hun uitvoeringen van de zes suites. De meesten spelen de suites pas op gevorderde leeftijd het best: Casals vanaf 60 jaar (1936-1939), Pierre Fournier vanaf 54 jaar (1961), Navarra vanaf 66 jaar (1977), Tortelier vanaf 47 jaar (1961, 1983), Bijlsma vanaf 45 jaar (1979, 1993, 1999, 2002), Rostropovitch vanaf 68 jaar (1995), Starker vanaf 53 jaar (1997).

### Verschillen in uitvoering
Globaal gezien zijn er twee standpunten van cellisten (en van musici in het algemeen) met betrekking tot het uitvoeren van de suites. Deze verschillen begonnen te ontstaan vanaf de jaren 60.
- Enerzijds zijn er cellisten die de suites in barokstijl trachten te spelen; anderzijds zijn er cellisten die zich niét zo strikt aan een barokspeelwijze houden. Zo speelde Rostropovitsj en nu nog Mischa Maisky de suites met veel kracht, crescendi en sterk aangezette akkoorden. Deze strijd is terug te zien in de verschillende verouderde edities van de bladmuziek, waar bijvoorbeeld het gebruik van de toegevoegde dynamische tekens sterk verschilt. Tegenwoordig zijn er zeer nauwkeurige edities verkrijgbaar, compleet met fotografische facsimiles van de bestaande handschriften. Een gedreven barokpurist als Anner Bijlsma maakte in de loop van zijn carrière diverse opnamen van zeer uiteenlopende interpretaties.[4]
- Musici die een minder barokke uitvoering voorstaan argumenteren dat Bach het moest doen met het instrumentarium van zijn tijd. Ook al wijzen de bronnen anders uit, hij zou veel werken aan het klavecimbel hebben gecomponeerd. Wanneer hij aan een pianoforte had gecomponeerd, zo redeneert men, zouden zijn composities wellicht anders moeten worden gespeeld. Men vermoedt echter dat Bach niet de beschikking had over een pianoforte (in zijn nalatenschap is geen sprake van een dergelijk instrument), al kende en bespeelde hij wel de eerste Silbermann pianofortes. Tegenstanders van een puur barokke uitvoering stellen bovendien dat we nu niet exact meer kunnen weten hoe muziek destijds geklonken heeft.
- Een middenweg tussen de beide uitersten vormt het standpunt dat moderne interpretatoren de artistieke vrijheid dienen te hebben om naar eigen inzicht, smaak en goeddunken oude muziek te spelen.

## Trivia
- De suites zijn na Bachs dood voor vele verschillende muziekinstrumenten bewerkt, zoals de viool, altviool, viola da gamba, bas, basgitaar, piano, dwarsfluit, gitaar, trompet, hoorn, Besklarinet, saxofoon, marimba, trombone, luit en tuba.[5]
- De cellist Mischa Maisky heeft om zijn studio nabij het meer van Genval een balustrade laten bouwen met daarop gespannen alle noten van de Sarabande van de vijfde suite.[6]
- Volgens recente onderzoeken en speculaties door Martin Jarvis (Charles Darwin University, Australië) zijn de werken niet door Bach zelf gecomponeerd, maar door zijn vrouw Anna Magdalena, die tevens betrokken zou zijn geweest bij het schrijven van de aria uit de Goldbergvariaties. Deze speculaties worden echter nauwelijks serieus genomen door musici en musicologen. Een belangrijke reden van de skepsis onder vakgenoten is gelegen in het feit dat de kopie van Johann Peter Kellner uit 1726 stamt, die van Anna Magdalena dateert pas van 1727-1731. Weliswaar deed zij veel kopieerwerk voor haar man, en lijkt haar handschrift zo sterk op het zijne dat men pas in de jaren vijftig van de twintigste eeuw ontdekte dat een deel van het bewaard gebleven oeuvre niet opgeschreven was door de hand van de meester, maar door die van zijn vrouw.[7]
- Yo-Yo Ma ontwikkelde Inspired by Bach, een miniserie in samenwerking met een aantal Canadese filmmakers. Het is een serie van zes korte films, die elk een suite benaderen vanuit een ander perspectief. "Atom Egoyan's Suite #4: Sarabande" vertelt bijvoorbeeld het verhaal van een mislukte relatie. Het "paar" woont een uitvoering van Yo-Yo Ma bij in de Roy Thomson Hall.
- De Cellosuites (vooral de sarabande uit de tweede suite) zijn prominent aanwezig in een film van Ingmar Bergman getiteld Såsom i en spegel (1961) of Als in een donkere spiegel.
- Cello Suites - In den Winden im Nichts is een filmregistratie van een ballet op de muziek van de tweede, derde en zesde suite door het Zurcher Ballet.

## Audio-opnamen
Hieronder volgt een lijst met enkele noemenswaardige uitgaven in chronologische volgorde:
- Bach: Cello Suites, Pau Casals - Classica d'Oro
- Bach, 6 cello suiten, Pierre Fournier, DGG (1961)
- Maurice Gendron, Philips (1964)
- Bach: 6 Suites pour violoncelle, André Navarra, Calliope (1977)
- Bach, The 6 Unaccompanied Cello Suites, Yo-Yo Ma, CBS (1983)
- Bach: Cello Suites, Paul Tortelier, EMI (1987)
- Bach: Cello Suites Nos. 1-6, Mstislav Rostropovitsj, EMI (1991)
- Bach: Six Suites for Violoncello Solo, Anner Bijlsma, Sony (1992)
- Johann Sebastian Bach: 6 Suites per Violoncello Solo Senza Basso, Pieter Wispelwey, Channel Classics (1998)
- Johann Sebastian Bach, 6 Cello-suiten, Mischa Maisky, DGG (2000)
- The Six Suites - Johann Sebastian Bach, Paolo Pandolfo op viola da gamba, Glossa Music (2001)
- Bach: 6 Cello Suites, Jaap ter Linden, Brilliant Classics (2006)
- Bach Cello Suites, Jean-Guihen Queyras, Harmonia Mundi, met begeleidende dvd The making of, HMC (2007)
- Bach: The Cellos Suites, Steven Isserlis, Hyperion CDA67541/2 (2007)
- Complete Cello Suites, Roel Dieltiens, Etcetera KTC1403, (2009)
- Johann Sebastian Bach Cello Suites, Ophélie Gaillard, APARTE Harmonia Mundi (2010)
- Johann Sebastian Bach: 6 Suites per Violoncello Solo Senza Basso, Pieter Wispelwey, (2 cd's + dvd-documentaire) Evil Penguin Records EPRC012 (2012)
- J.S. Bach: Suites a Violoncelo Solo senza Basso, Claire Giardelli, Ligia Digital Lidi 0105248-12 (2012)
- J.S. Bach: 6 Suiten für Violoncello Solo BWV 1007–1012 Jan Sciffer, Phaedra 292028 (2013). Hierop ook Suite nr. 3 met de pianobegeleiding van Robert Schumann (pianist Hans Ryckelynck)

### Bladmuziek
- International Music Score Library Project (PDF-bestand)

### Overige links
- De manuscripten van Anna Magdalena Bach
- Suite IV voor Violoncello Piccolo
- Suites voor onbegeleide cello MP3 Creative Commons

cantates · motetten · missen · oratoria en passies · vierstemmige koralen · liederen en aria's · orgelwerken · klavecimbelwerken · kamermuziek · orkestwerken · overige werken